# Monarchia despotyczna
Monarchia despotyczna, despotyzm – ustrój, w którym cała władza nad państwem skupiona jest w ręku jednej osoby, tytułującej się przeważnie królem lub cesarzem. Władca sprawuje legalnie zdobytą władzę, nie podlegając żadnym prawom.
Władca skupia w swoim ręku władzę ustawodawczą, wykonawczą i sądowniczą. W celu utrzymania władzy stosuje często narzędzia siłowe do zastraszania społeczeństwa oraz eliminuje ewentualnych konkurentów. Typowym przykładem jest Egipt i panowanie faraonów.
Cechy władzy monarchy despotycznego:
- władza nieograniczona
- nie podlega żadnym prawom
- terytorium państwa jest jego własnością
- jest najwyższym sędzią i wodzem armii
- sądzi się w jego imieniu

Arystoteles uważał, że rządy jednoosobowe są korzyścią tylko dla kół rządzących. Głosił, że państwo rządzone przez jedną osobę nie może istnieć i funkcjonować.